# Joe Carnahan
Joseph Aaron "Joe" Carnahan (9 de Maio de 1969) é um realizador independente norte-americano, argumentista, produtor e actor, mais conhecido pelos filmes Blood, Guts, Bullets and Octane,, Smokin' Aces e The A-Team. É irmão do guionista Matthew Michael Carnahan.

## Filmografia

### Realizador
- Blood, Guts, Bullets and Octane (1998)
- Narc (2002)
- Smokin' Aces (2007)
- The A-Team (2010)
- The Grey (2012)
- Killing Pablo (TBA)
- White Jazz (TBA)

### Argumentista
- Blood, Guts, Bullets and Octane (1998)
- Narc (2002)
- Smokin' Aces (2007)
- Pride and Glory (2008) - com Gavin O'Connor
- Smokin' Aces 2: Assassins' Ball (2009) - Story Only
- The A-Team (2010) - com Brian Bloom e Skip Woods
- The Grey (2012) - com Ian McKenzie Jeffers
- Bunny Lake Is Missing (TBA)
- White Jazz (TBA)
- Killing Pablo (TBA)

### Produtor
- Blood, Guts, Bullets and Octane (1998)
- The Fourth Kind (2009)
- The Grey (2012)

### Actor
- Blood, Guts, Bullets and Octane (1998) - Sid French
- The A-Team (2010) - Mexican Hospital Liaison (Uncredited)

### Curtas-metragens
- The Hire: Ticker (2002)